# Jim Hankinson
James Hankinson (1 tháng 7 năm 1928 – tháng 6 năm 2016) là một cầu thủ bóng đá người Anh, thi đấu ở vị trí tiền đạo tầm xa ở Football League cho Chester. Ông từng nằm trong đội hình của Preston North End mà không thi đấu một trận nào, và trước đó thi đấu cho Lancaster City.